# Rogneda palula
Rogneda palula är en plattmaskart som beskrevs av Brunet 1969. Rogneda palula ingår i släktet Rogneda och familjen Polycystididae. Inga underarter finns listade i Catalogue of Life.